# Materials Horizons
Materials Horizons è una rivista scientifica bimestrale sottoposta a revisione paritaria, che si occupa di ricerca nell'ambito della scienza dei materiali, al confine tra chimica, fisica, biologia e ingegneria.
L'attuale caporedattore è Martina Stenzel. La rivista è stata fondata nel 2014. Nel 2016 è stata lanciata una rivista gemella, Nanoscale Horizons.

## Formati di pubblicazione
La rivista pubblica "comunicazioni" (articoli candidati alla pubblicazione rapida), articoli di revisione, "mini-revisioni" (punti salienti della ricerca in un'area emergente della scienza dei materiali, di solito degli ultimi 2-3 anni) e articoli di approfondimento (articoli educativi che forniscono una panoramica di un concetto nella scienza dei materiali).

## Indicizzazione
Gli abstract e gli articoli sono indicizzati da: Science Citation Index e, selettivamwnte, da Polymer Library, Inspec, Biotechnology and Bioengineering Abstracts, METADEX, Mechanical Engineering Abstracts, Solid State and Superconductivity Abstracts, Metal Abstracts and CSA Technology Research Database, and CABI.